# 地蔵峠 (国道152号)
地蔵峠（じぞうとうげ）は、長野県下伊那郡南部の大鹿村と飯田市（旧上村）の間にある標高1,314メートルの峠である。

## 地理
赤石山脈の尾高山山麓と伊那山地の鬼面山-山麓の鞍部にある峠で、中央構造線が貫く。
峠の北（大鹿村）側は青木川、峠の南（飯田市）は上村川が流れるが、どちらも天竜川水系である。
峠から鬼面山への登山道を10メートルほど入った所に地蔵堂があり、これが地名の由来となっている。

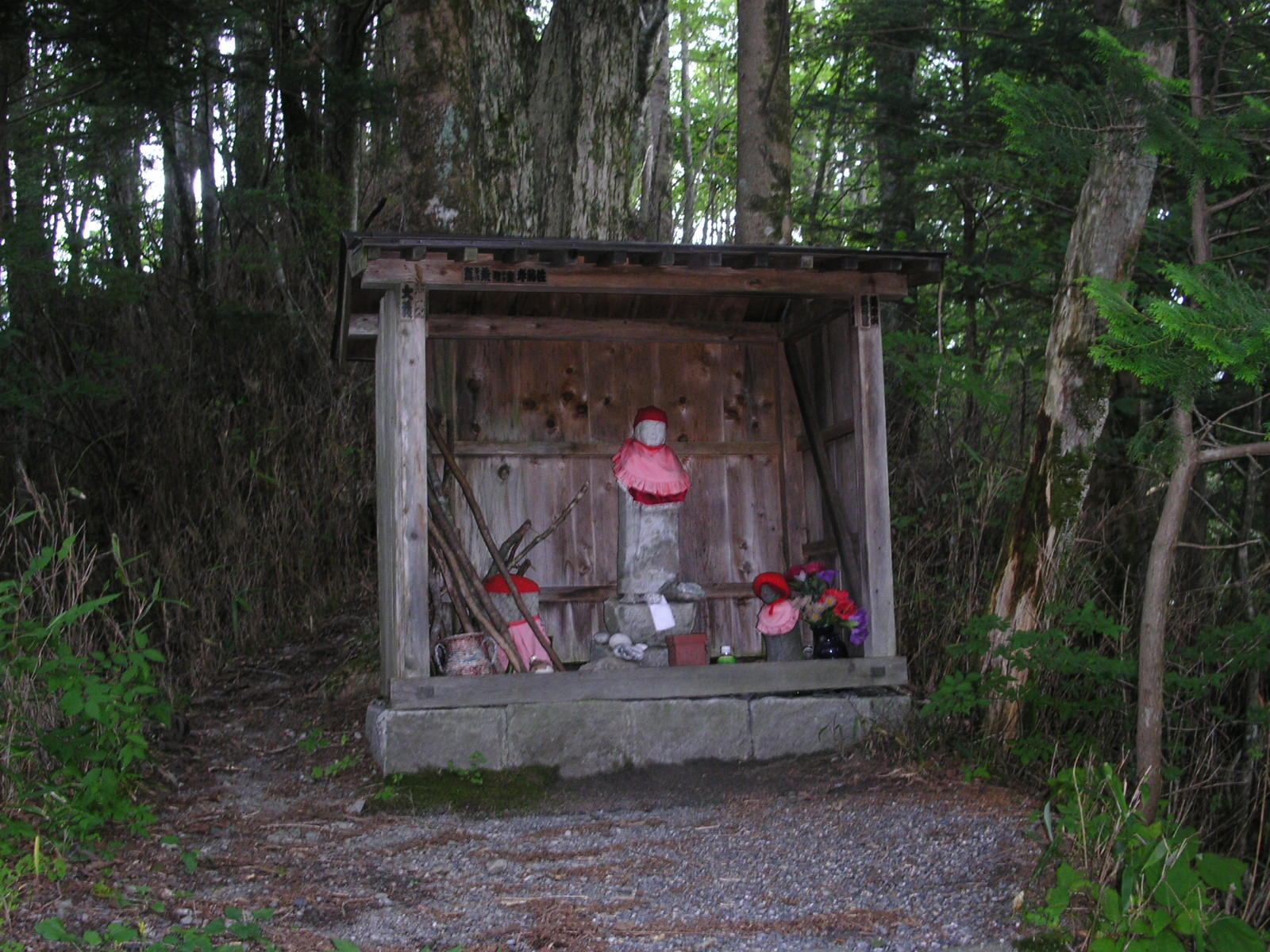
2004年8月撮影

## 道路
国道152号上にあるが、峠の南側（飯田市側）は急斜面であり、未通区間（いわゆる「点線国道」）となっている。峠の北側（大鹿村側）はしばらくゆるい下り道のあと、S字カーブで青木川沿いに下る。
峠の南側は国道の代替路として蛇洞（じゃぼら）林道が舗装路であり迂回路として機能している。なお、峠から蛇洞林道に入ると、しばらくは登り坂が続く。しらびそ峠の分岐点付近から下り坂となり、国道474号の矢筈トンネル付近で再び国道152号と合流する。

## 歴史
南北朝時代において、宗良親王が地蔵峠を越えて駿河地方に往来した。
戦国時代には、武田信玄の軍勢が地蔵峠を越えて駿河攻めを遂行した軍道でもある。
また、秋葉街道は太平洋沿岸の地域より信州諏訪地方への最短路で、秋葉山本宮秋葉神社に詣でる信仰の道である。また太平洋沿岸の地域や大鹿村鹿塩温泉に湧き出づる塩化物泉からとれる食塩を運ぶ塩の道として重要である。塩の道において地蔵峠が往来における一番の難所とされる。